# Resolució 523 del Consell de Seguretat de les Nacions Unides
La Resolució 523 del Consell de Seguretat de les Nacions Unides fou aprovada el 18 d'octubre de 1982. Va recordar les resolucions 425 (1978), 426 (1978), 508 (1982), 509 (1982) i 519 (1982), així com l'estudi de l'informe del Secretari General de les Nacions Unides sobre la Força Provisional de les Nacions Unides al Líban (UNIFIL), el Consell va decidir prorrogar el mandat de la UNIFIL fins al 19 de gener de 1983.
La resolució va insistir que no hi hauria d'haver interferències en les operacions de la Força, que ara està autoritzada per dur a terme tasques humanitàries sota la Resolució 511 (1982). El Consell va demanar al Secretari General que informés de nou la situació en el termini de tres mesos després de les consultes amb el Govern del Líban.
La resolució 523 va ser aprovada per 13 vots a cap, amb dues abstencions de la República Popular de Polònia i de la Unió Soviètica.